# Seconda Divisione FIDAF 2015
La Seconda Divisione FIDAF 2015 è stata l'8ª edizione del campionato italiano di football americano di secondo livello organizzato sotto l'egida della FIDAF), 32ª edizione complessiva.
Il torneo ha avuto inizio il 28 febbraio 2015, ed è terminato il 5 luglio 2015 con la disputa della finale a Milano.
Al campionato hanno partecipato 25 squadre, divise in 5 gironi. Le qualificate ai playoff sono state le prime due di ogni girone, con le prime sei in classifica generale che hanno saltato il turno di Wild Card.

## Squadre partecipanti
Le modifiche nell'organico rispetto all'edizione 2014 sono le seguenti:
- gli Storms Pisa sono saliti dalla Terza Divisione;
- i Bengals Brescia riprendono l'attività senior, disputando per la prima volta il campionato in FIDAF;
- gli Sharks Palermo sono scesi in Terza Divisione;
- i Neptunes Bologna e i Doves Bologna si fondono dando origine ai Seahawks Bologna
- i Grizzlies Roma sono stati promossi in Prima Divisione.

| Club                          | Città                      | Stadio | Sponsor ufficiale | Risultato nella stagione 2013               |
| ----------------------------- | -------------------------- | ------ | ----------------- | ------------------------------------------- |
| Angels Pesaro                 | Pesaro                     |        |                   | Wild Card                                   |
| Barbari Roma Nord             | Roma                       |        |                   | Wild Card                                   |
| Bengals Brescia               | Brescia                    |        |                   |                                             |
| Blacks Rivoli                 | Rivoli (TO)                |        |                   | 4º posto in regular season LENAF (girone D) |
| Blue Storms Busto Arsizio     | Busto Arsizio (VA)         |        |                   | Semifinali di conference CIF9               |
| Cardinals Palermo             | Palermo                    |        |                   | Quarti di finale                            |
| Cavaliers Castelfranco Veneto | Castelfranco Veneto (TV)   |        |                   | 4º posto in regular season LENAF (girone E) |
| Crusaders Cagliari            | Cagliari                   |        |                   | 3º posto in regular season LENAF (girone B) |
| Daemons Cernusco              | Cernusco sul Naviglio (MI) |        |                   | Wild Card                                   |
| Draghi Udine                  | Udine                      |        |                   | 3º posto in regular season LENAF (girone F) |
| Elephants Catania             | Catania                    |        |                   | Semifinali                                  |
| Frogs Legnano                 | Legnano (MI)               |        |                   | 3º posto in regular season LENAF (girone D) |
| Guelfi Firenze                | Firenze                    |        |                   | Semifinali                                  |
| Hogs Reggio Emilia            | Reggio Emilia              |        |                   | Wild Card IFL                               |
| Hurricanes Vicenza            | Vicenza                    |        |                   | Quarti di conference CIF9                   |
| Islanders Venezia             | Venezia                    |        |                   | Wild Card                                   |
| Legio XIII Roma               | Roma                       |        |                   | 4º posto in regular season LENAF (girone B) |
| Mastini Verona                | Verona                     |        |                   | Quarti di finale                            |
| Muli Trieste                  | Trieste                    |        |                   | Quarti di finale                            |
| Redskins Verona               | Verona                     |        |                   | 4º posto in regular season LENAF (girone F) |
| Saints Padova                 | Padova                     |        |                   | 3º posto in regular season LENAF (girone E) |
| Seahawks Bologna              | Bologna                    |        |                   | 4º posto in regular season CIF9 (girone D)  |
| Skorpions Varese              | Varese                     |        |                   | Semifinali di conference CIF9               |
| Storms Pisa                   | Pisa                       |        |                   |                                             |
| Titans Romagna                | Forlì                      |        |                   | 3º posto in regular season LENAF (girone C) |

### Classifica
La classifica della regular season è la seguente:
- PCT = percentuale di vittorie, G = partite giocate, V = partite vinte, P = partite perse, PF = punti fatti, PS = punti subiti
- La qualificazione ai playoff è indicata in verde
- Le partecipanti alle Wild card sono indicate in giallo

#### Classifica Girone A
| Pos. | Squadra            | PCT  | G | V | P | PF  | PS  |
| ---- | ------------------ | ---- | - | - | - | --- | --- |
| 1    | Elephants Catania  | .875 | 8 | 7 | 1 | 257 | 117 |
| 2    | Cardinals Palermo  | .750 | 8 | 6 | 2 | 249 | 107 |
| 3    | Barbari Roma Nord  | .625 | 8 | 5 | 3 | 176 | 107 |
| 4    | Crusaders Cagliari | .250 | 8 | 2 | 6 | 97  | 202 |
| 5    | Legio XIII Roma    | .000 | 8 | 0 | 8 | 55  | 301 |

#### Classifica Girone B
| Pos. | Squadra          | PCT   | G | V | P | PF  | PS  |
| ---- | ---------------- | ----- | - | - | - | --- | --- |
| 1    | Guelfi Firenze   | 1.000 | 8 | 8 | 0 | 193 | 77  |
| 2    | Titans Romagna   | .625  | 8 | 5 | 3 | 122 | 120 |
| 3    | Angels Pesaro    | .375  | 8 | 3 | 5 | 118 | 137 |
| 4    | Storms Pisa      | .250  | 8 | 2 | 6 | 64  | 109 |
| 5    | Seahawks Bologna | .250  | 8 | 2 | 6 | 91  | 145 |

#### Classifica Girone C
| Pos. | Squadra                   | PCT   | G | V | P | PF  | PS  |
| ---- | ------------------------- | ----- | - | - | - | --- | --- |
| 1    | Blacks Rivoli             | 1.000 | 8 | 8 | 0 | 203 | 75  |
| 2    | Blue Storms Busto Arsizio | .750  | 8 | 6 | 2 | 189 | 90  |
| 3    | Daemons Martesana         | .500  | 8 | 4 | 4 | 105 | 79  |
| 4    | Skorpions Varese          | .250  | 8 | 2 | 6 | 102 | 156 |
| 5    | Frogs Legnano             | .000  | 8 | 0 | 8 | 53  | 252 |

#### Classifica Girone D
| Pos. | Squadra                       | PCT  | G | V | P | PF  | PS  |
| ---- | ----------------------------- | ---- | - | - | - | --- | --- |
| 1    | Cavaliers Castelfranco Veneto | .750 | 8 | 6 | 2 | 207 | 118 |
| 2    | Muli Trieste                  | .625 | 8 | 5 | 3 | 167 | 111 |
| 3    | Saints Padova                 | .625 | 8 | 5 | 3 | 155 | 106 |
| 4    | Islanders Venezia             | .375 | 8 | 3 | 5 | 79  | 161 |
| 5    | Draghi Udine                  | .125 | 8 | 1 | 7 | 89  | 201 |

#### Classifica Girone E
| Pos. | Squadra            | PCT   | G | V | P | PF  | PS  |
| ---- | ------------------ | ----- | - | - | - | --- | --- |
| 1    | Hogs Reggio Emilia | 1.000 | 8 | 8 | 0 | 358 | 54  |
| 2    | Bengals Brescia    | .750  | 8 | 6 | 2 | 173 | 139 |
| 3    | Hurricanes Vicenza | .500  | 8 | 4 | 4 | 115 | 156 |
| 4    | Mastini Verona     | .125  | 8 | 1 | 7 | 55  | 179 |
| 5    | Redskins Verona    | .125  | 8 | 1 | 7 | 68  | 241 |

## Playoff

### Tabellone
|  | Wild Card | Wild Card                 | Wild Card |  |    | Quarti di finale   | Quarti di finale              | Quarti di finale |                    |                    | Semifinali     | Semifinali | Semifinali |  |  | VIII Finale di Seconda Divisione | VIII Finale di Seconda Divisione | VIII Finale di Seconda Divisione |
|  |           |                           |           |  |    |                    |                               |                  |                    |                    |                |            |            |  |  |                                  |                                  |                                  |
|  |           |                           |           |  |    | 1C                 | Blacks Rivoli                 | 17               |                    |                    |                |            |            |  |  |                                  |                                  |                                  |
|  | 2E        | Bengals Brescia           | 21        |  |    | 2E                 | Bengals Brescia               | 10               |                    |                    |                |            |            |  |  |                                  |                                  |                                  |
|  | 2E        | Bengals Brescia           | 21        |  | 1C | 2E                 | Bengals Brescia               | 10               | Blacks Rivoli      | 31                 |                |            |            |  |  |                                  |                                  |                                  |
|  | 2D        | Muli Trieste              | 7         |  | 1C |                    |                               |                  |                    | 31                 |                |            |            |  |  |                                  |                                  |                                  |
|  | 2D        | Muli Trieste              | 7         |  | 1A | Elephants Catania  | 12                            |                  |                    |                    |                |            |            |  |  |                                  |                                  |                                  |
|  |           |                           |           |  |    | Elephants Catania  | 12                            | 1A               | Elephants Catania  | 28                 |                |            |            |  |  |                                  |                                  |                                  |
|  |           |                           |           |  |    |                    |                               | 1A               | Elephants Catania  | 28                 |                |            |            |  |  |                                  |                                  |                                  |
|  |           |                           |           |  |    | 1D                 | Cavaliers Castelfranco Veneto | 14               |                    |                    |                |            |            |  |  |                                  |                                  |                                  |
|  |           |                           |           |  |    |                    |                               |                  |                    |                    |                |            |            |  |  | 1C                               | Blacks Rivoli                    | 0                                |
|  |           |                           |           |  |    |                    |                               | 1E               | Hogs Reggio Emilia | 28                 |                |            |            |  |  |                                  |                                  |                                  |
|  |           |                           |           |  |    | 1B                 | Guelfi Firenze                | 21               |                    |                    |                |            |            |  |  |                                  |                                  |                                  |
|  |           |                           |           |  |    | 2A                 | Cardinals Palermo             | 14               |                    |                    |                |            |            |  |  |                                  |                                  |                                  |
|  |           |                           |           |  |    | 2A                 | Cardinals Palermo             | 14               |                    | 1B                 | Guelfi Firenze | 20         |            |  |  |                                  |                                  |                                  |
|  | 2C        | Blue Storms Busto Arsizio | 28        |  |    |                    |                               |                  |                    | 1B                 | Guelfi Firenze | 20         |            |  |  |                                  |                                  |                                  |
|  | 2C        | Blue Storms Busto Arsizio | 28        |  | 1E | Hogs Reggio Emilia | 28                            |                  |                    |                    |                |            |            |  |  |                                  |                                  |                                  |
|  | 2B        | Titans Romagna            | 7         |  | 1E | Hogs Reggio Emilia | 28                            |                  | 1E                 | Hogs Reggio Emilia | 46             |            |            |  |  |                                  |                                  |                                  |
|  | 2B        | Titans Romagna            | 7         |  |    |                    |                               |                  | 1E                 | Hogs Reggio Emilia | 46             |            |            |  |  |                                  |                                  |                                  |
|  |           |                           |           |  |    | 2C                 | Blue Storms Busto Arsizio     | 7                |                    |                    |                |            |            |  |  |                                  |                                  |                                  |

### Wild Card
| Brescia 6 giugno 2015 | Bengals Brescia | 21 – 7 | Muli Trieste | Campo sportivo Chico Nova |

| Magnago 6 giugno 2015 | Blue Storms Busto Arsizio | 28 – 7 | Titans Romagna | Campo sportivo Via Montale |

### Quarti di finale
| Grugliasco 13 giugno 2015 | Blacks Rivoli | 17 – 10 (0-7 10-0 0-3 7-0) | Bengals Brescia | Campo CUS Torino |

| Scandiano 13 giugno 2015 | Hogs Reggio Emilia | 46 – 7 (14-7 20-0 6-0 6-0) | Blue Storms Busto Arsizio | Stadio Andrea Torelli |

| Catania 14 giugno 2015 | Elephants Catania | 28 – 14 (0-6 7-0 14-0 7-8) | Cavaliers Castelfranco Veneto | Stadio Benito Paolone |

| Firenze 14 giugno 2015 | Guelfi Firenze | 21 – 14 (7-0 7-14 7-0 0-0) | Cardinals Palermo | Campo sportivo di via del Perugino |

### Semifinali
| Grugliasco 20 giugno 2015 | Blacks Rivoli | 31 – 12 (7-0 14-6 0-6 10-0) | Elephants Catania | Campo CUS Torino |

| Scandiano 20 giugno 2015 | Hogs Reggio Emilia | 28 – 20 (6-0 15-7 7-7 0-6) | Guelfi Firenze | Stadio Andrea Torelli |

### VIII Finale di Seconda Divisione
| Milano 5 luglio 2015 | Blacks Rivoli | 0 – 28 (0-0 0-7 0-7 0-14) | Hogs Reggio Emilia | Velodromo Maspes-Vigorelli |

## VIII Finale di Seconda Divisione
L'VIII Finale di Seconda divisione si è disputata il 5 luglio 2015 al Velodromo Maspes-Vigorelli di Milano. L'incontro è stato vinto dagli Hogs Reggio Emilia sui Blacks Rivoli con il risultato di 28 a 0.

## Verdetti
- Hogs Reggio Emilia vincitori dell'VIII Finale di Seconda Divisione.